# Irak na Letnich Igrzyskach Olimpijskich 2012
Irak na Letnich Igrzyskach Olimpijskich 2012, które odbyły się w Londynie reprezentowało 8 zawodników. Nie zdobyli oni żadnego medalu.
Był to trzynasty start reprezentacji Iraku na letnich igrzyskach olimpijskich.

## Reprezentanci

### Boks
Mężczyźni
| Zawodnik          | Konkurencja | 1/16                 | 1/8              | Ćwierćfinał      | Półfinał         | Finał            | Finał   |
| Zawodnik          | Konkurencja | Przeciwnik Wynik     | Przeciwnik Wynik | Przeciwnik Wynik | Przeciwnik Wynik | Przeciwnik Wynik | Miejsce |
| ----------------- | ----------- | -------------------- | ---------------- | ---------------- | ---------------- | ---------------- | ------- |
| Ahmad Abdul-Karim | 69 kg       | Siphiwe Lusizi 13-17 | NQ               | NQ               | NQ               | NQ               | NQ      |

### Lekkoatletyka
Mężczyźni
| Zawodnik     | Konkurencja | Eliminacje | Eliminacje | Półfinał | Półfinał | Finał | Finał   |
| Zawodnik     | Konkurencja | Wynik      | Miejsce    | Wynik    | Miejsce  | Wynik | Miejsce |
| ------------ | ----------- | ---------- | ---------- | -------- | -------- | ----- | ------- |
| Adnan Ta'yes | 800m        | 1:47,83    | 5          | NQ       | NQ       | NQ    | NQ      |

Kobiety
| Zawodnik     | Konkurencja | Eliminacje | Eliminacje | Ćwierćfinał | Ćwierćfinał | Półfinał | Półfinał | Finał | Finał   |
| Zawodnik     | Konkurencja | Wynik      | Miejsce    | Wynik       | Miejsce     | Wynik    | Miejsce  | Wynik | Miejsce |
| ------------ | ----------- | ---------- | ---------- | ----------- | ----------- | -------- | -------- | ----- | ------- |
| Dana Hussein | 100m        | 11,91      | 2          | 11,81       | 8           | NQ       | NQ       | NQ    | NQ      |

### Łucznictwo
Kobiety
| Zawodnik           | Konkurencja   | Runda rankingowa | Runda rankingowa | 1/32             | 1/16             | 1/8              | Ćwierćfinał      | Półfinał         | Finał            | Finał   |
| Zawodnik           | Konkurencja   | Punkty           | Rozstawienie     | Przeciwnik Wynik | Przeciwnik Wynik | Przeciwnik Wynik | Przeciwnik Wynik | Przeciwnik Wynik | Przeciwnik Wynik | Pozycja |
| ------------------ | ------------- | ---------------- | ---------------- | ---------------- | ---------------- | ---------------- | ---------------- | ---------------- | ---------------- | ------- |
| Rand Al-Mashhadani | indywidualnie | 498              | 64               | Ki Bo-Bae 0:6    | NQ               | NQ               | NQ               | NQ               | NQ               | NQ      |

### Pływanie
Mężczyźni
| Zawodnik          | Konkurencja     | Eliminacje | Eliminacje | Półfinał | Półfinał | Finał | Finał   |
| Zawodnik          | Konkurencja     | Czas       | Miejsce    | Czas     | Miejsce  | Czas  | Miejsce |
| ----------------- | --------------- | ---------- | ---------- | -------- | -------- | ----- | ------- |
| Mohanad Al‐Azzawi | 100m motylkowym | 1:00,71    | 41         | NQ       | NQ       | NQ    | NQ      |

### Podnoszenie ciężarów
Mężczyźni
| Zawodnik        | Konkurencja | Rwanie | Rwanie  | Podrzut | Podrzut | Razem  | Pozycja |
| Zawodnik        | Konkurencja | Wynik  | Pozycja | Wynik   | Pozycja | Razem  | Pozycja |
| --------------- | ----------- | ------ | ------- | ------- | ------- | ------ | ------- |
| Safaa al-Rashid | 85 kg       | 150 kg | 15      | 195 kg  | 12      | 345 kg | 13      |

### Strzelectwo
Kobiety
| Zawodnik  | Konkurencja | Kwalifikacje | Kwalifikacje | Finał | Finał   |
| Zawodnik  | Konkurencja | Wynik        | Pozycja      | Wynik | Pozycja |
| --------- | ----------- | ------------ | ------------ | ----- | ------- |
| Noor Amer | ppn 10      | 360          | 46           | NQ    | NQ      |

### Zapasy
Mężczyźni - styl klasyczny
| Zawodnik   | Konkurencja | Kwalifikacje               | 1/8              | Ćwierćfinał      | Półfinał         | Repesaż 1        | Repesaż 2        | Finał            | Finał   |
| Zawodnik   | Konkurencja | Przeciwnik Wynik           | Przeciwnik Wynik | Przeciwnik Wynik | Przeciwnik Wynik | Przeciwnik Wynik | Przeciwnik Wynik | Przeciwnik Wynik | Pozycja |
| ---------- | ----------- | -------------------------- | ---------------- | ---------------- | ---------------- | ---------------- | ---------------- | ---------------- | ------- |
| Ali Nadhim | do 120 kg   | Bashir Babajanzadeh 0:3 PO | NQ               | NQ               | NQ               | NQ               | NQ               | NQ               | 15      |